# Carte Opus
L’Opus est une carte à puce rechargeable utilisée dans les transports en commun du Québec. Cette carte peut contenir jusqu'à 4 titres de transport (carnet, laissez-passer mensuel ou hebdomadaire) de plusieurs sociétés de transport municipales ou régionales des régions métropolitaines de Montréal et de Québec.
Depuis la réorganisation de la gouvernance des transports en commun du Montréal métropolitain en vigueur le 1er juin 2017, le système billetique Opus est la propriété de l'Autorité régionale de transport métropolitain (ARTM), qui en confie la gestion à la Société de transport de Montréal (STM).

## Types de carte
Il s’agit d’une carte utilisable par communication en champ proche, qui est une proche parente de la carte Navigo, dont la technologie a d'abord été déployée à Paris et en Île-de-France.

### Carte sans photo
La carte Opus sans photo est utilisée par les personnes voyageant à tarif régulier. Il est possible de l'acheter dans les billetteries métropolitaines, dans les centres de service, les points de vente ainsi que dans les loges de changeur des stations de métro.

### Carte avec photo
La carte Opus avec photo, quant à elle, donne droit au tarif réduit aux enfants, aux étudiants de moins de 18 ans et aux personnes âgées pouvant bénéficier de ce privilège. Les étudiants à temps plein de 18 ans et plus ont le droit au tarif étudiant. Il est possible de se la procurer dans les centres de services des différents organismes de transport.

### Cartes pour les titres au-delà du zone A
Avec la refonte tarifaire de l'ARTM en 2017, des contraintes techniques empêchent l'utilisation des titres unitaires et multipassages sur la carte Opus standard. Pour combler cette lacune, des cartes identifiées ont été lancée pour les titres Tous modes AB, ABC et ABCD, et Bus hors territoire. Ces cartes existent également en versions sans et avec photo.

## Achat et rechargement
Il est possible de recharger la carte Opus, avec ou sans photo, dans tous les lieux mentionnés peu importe le tarif (réduit, étudiant ou régulier). Toutefois, les titres de transport disponibles d'un endroit à l'autre peuvent varier.

### Machines distributrices

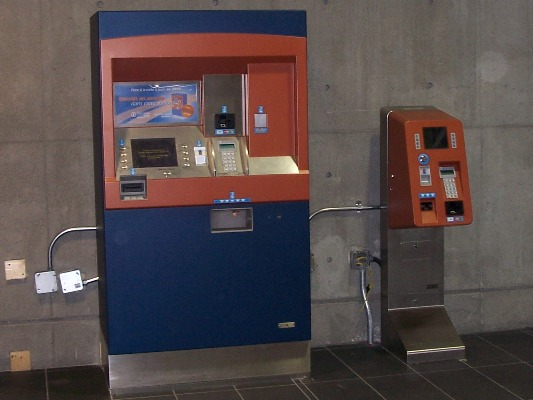
Les deux types de machines distributrices utilisées.

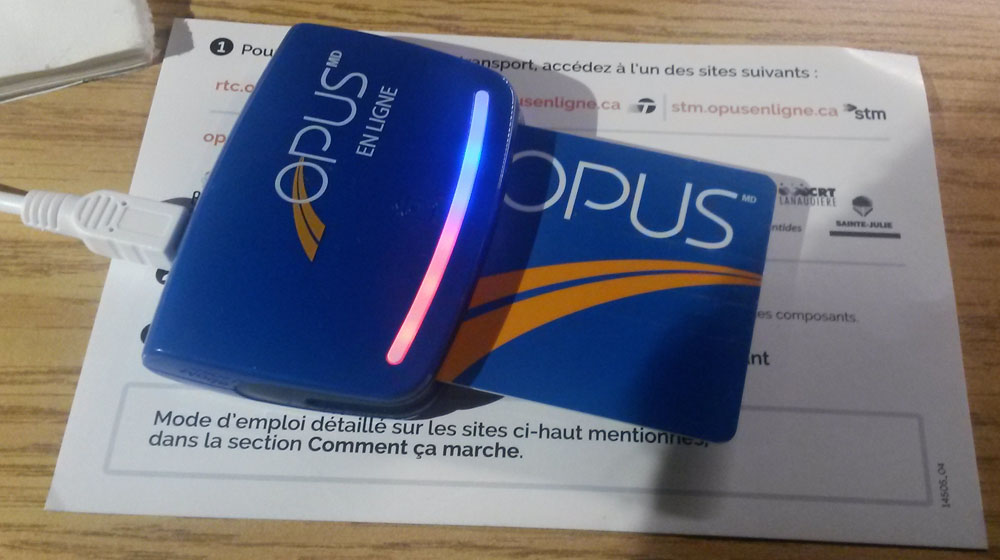
Lecteur personnel pour recharger les cartes «Opus»

De plus, dans la région de Montréal, il est possible de recharger la carte OPUS dans les machines distributrices que l'on retrouve :
- Dans toutes les stations de métro et de REM
- Dans toutes les gares de train de banlieue
- Dans certains terminus métropolitains du grand Montréal

Il existe deux types de machines:
- La grande machine distributrice qui permet d'acheter des titres unitaires sur le format solo ou sur des cartes magnétique jetables, de recharger et de vérifier le solde de la carte Opus. Elle accepte l'argent comptant (maximum 80 $ par transaction), les cartes de débit et de crédit. Elles sont localisées dans toutes les stations de métro, toutes les gares de train et dans certains terminus métropolitains.
- La petite machine qui permet uniquement de vérifier le solde et de recharger la carte Opus. Elle n'accepte que les cartes de crédit et de débit. Elles sont situées dans toutes les stations de métro, à la gare Centrale, à la gare Lucien L'Allier et dans certains terminus métropolitains.

### Applications sur téléphone mobile
À partir de avril 2024 les téléphones munis de la technologie NFC peuvent lire et vous permettre d'acheter et charger des titres de transport sur une carte Opus. L'application dépend du titre qu'on veut acheter :
- Chrono : Autorité régionale de transport métropolitain (Grand Montréal, incluant STM, RTL, STL, REM, Exo)
- RTC Recharge OPUS : Réseau de transport de la Capitale (Québec)
- STLévis Recharge OPUS : Société de transport de Lévis
- MRC Joliette – Recharge OPUS : Joliette

### Lecteur de carte personnel
En août 2015 un service « Opus en ligne » est lancé. Un lecteur USB permettait de recharger sa propre carte à la maison au moyen de son ordinateur personnel et le site web opusenligne.ca. Ce service est retiré le 30 juin 2024.

## Validation

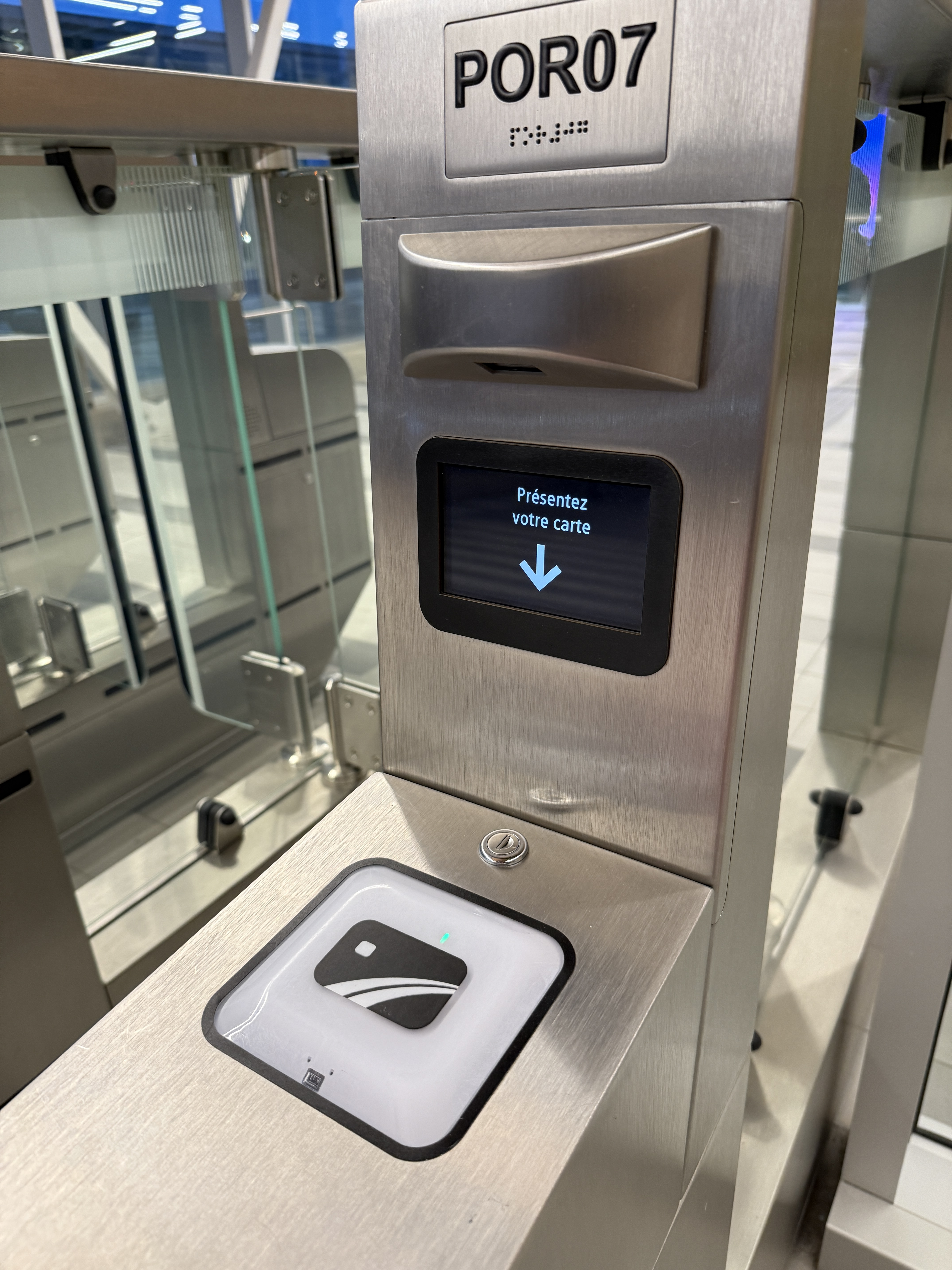
Valideur intégré à un portillon d'accès à la station Brossard du REM.
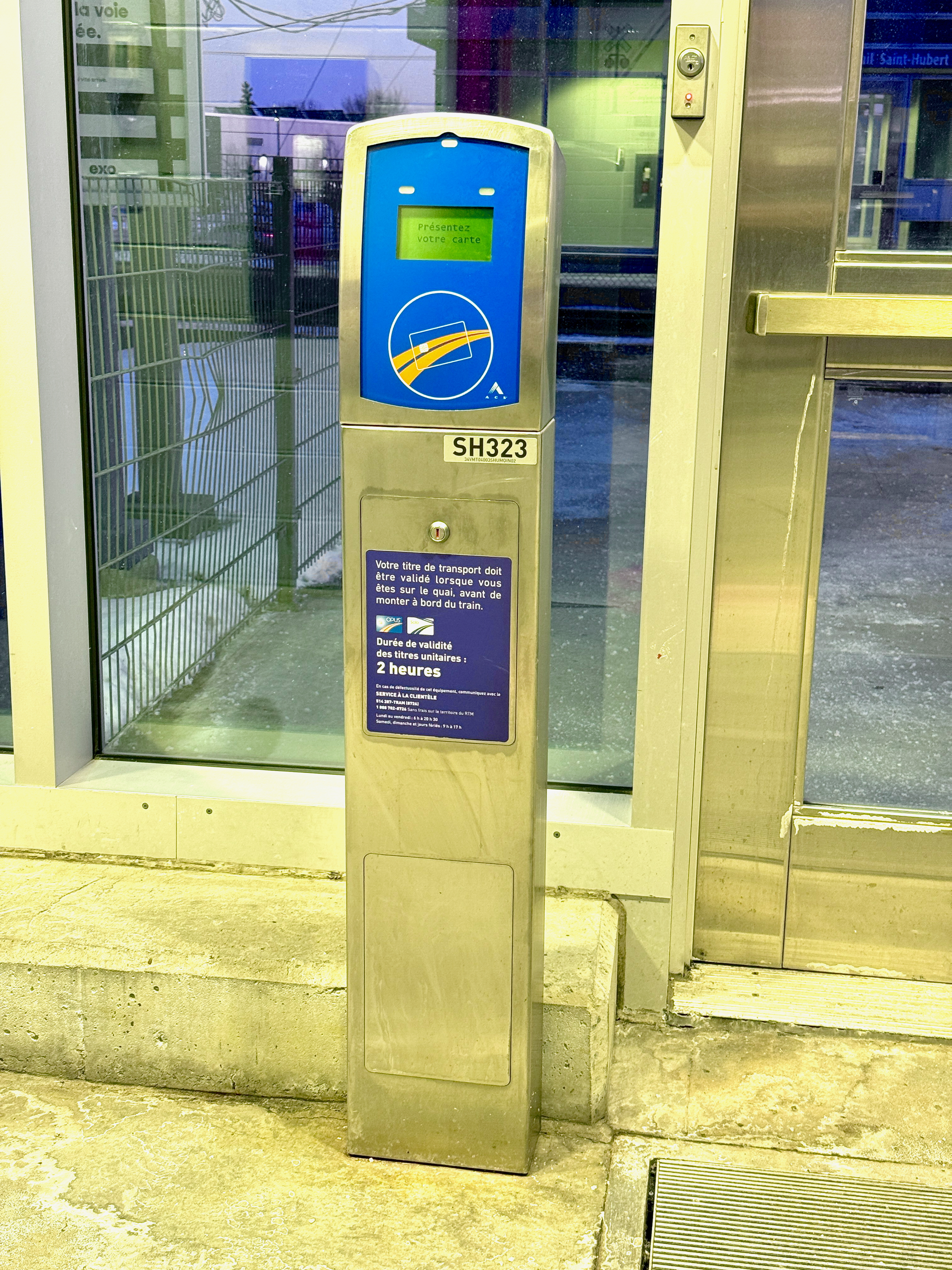
Borne de validation devant les portes à la quai 1 de la gare Longueuil–Saint-Hubert.
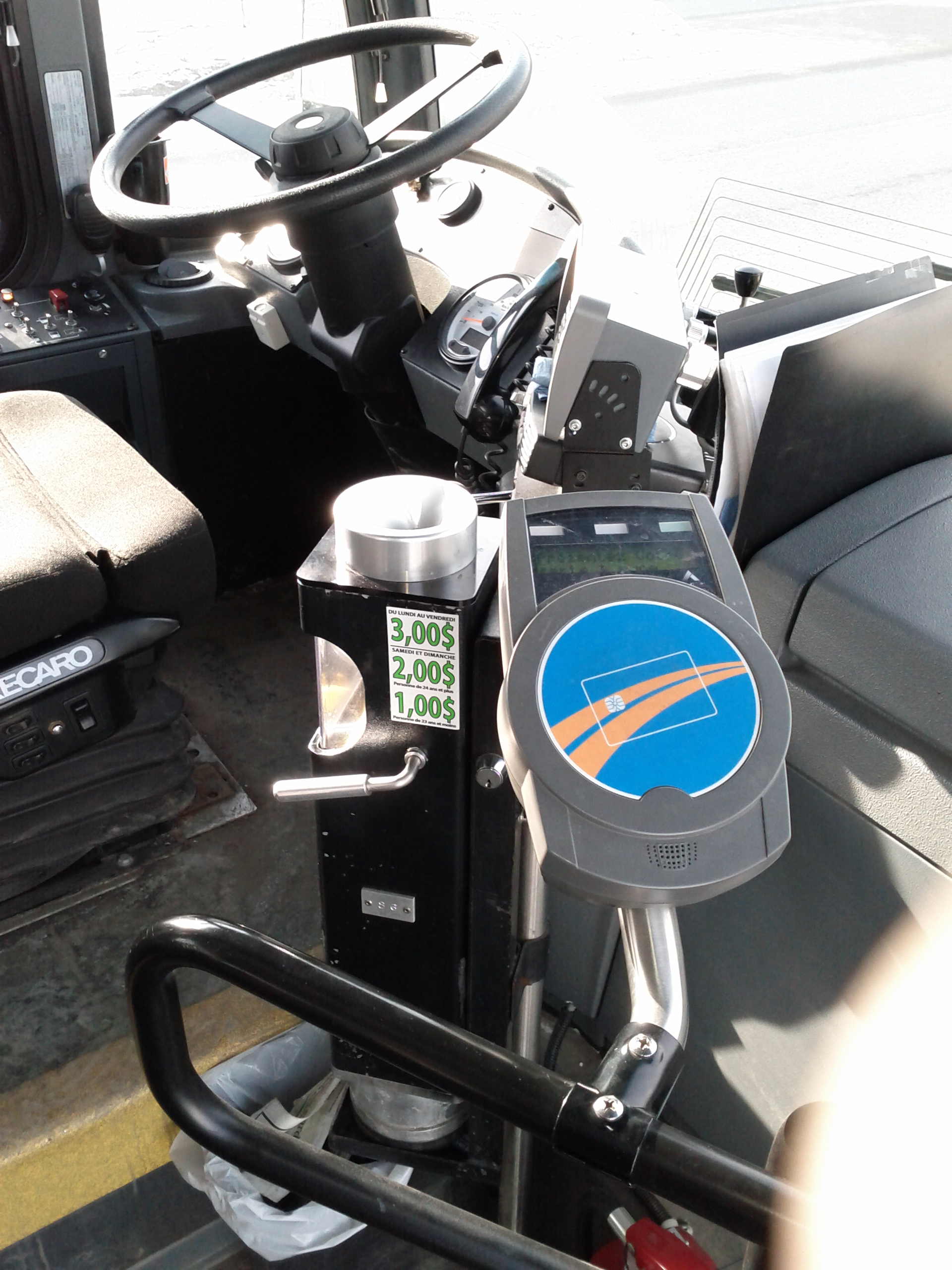
Lecteur de carte Opus dans un autobus de la Société de transport de Lévis.
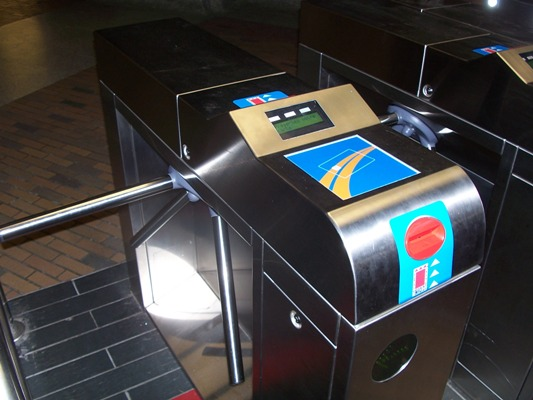
Guérite à la station de métro Bonaventure.

Il existe plusieurs méthodes de validation de titre selon le moyen de transport et l'opérateur :
- Sur le métro de Montréal et le Réseau express métropolitain, des gurérites ou portillons d'accès intègrent un validateur pour laisser accéder les passagers aux quais[7],[8].
- Pour les trains de banlieue de Montréal, les passagers doivent valider leur carte Opus soit sur le quai ou devant la porte menant au quai[9].
- Dans les autobus, on valide en montant à bord, avec une borne de validateur installé en avant du véhicule, près du conducteur[9]. La STM a aussi des validateurs en arrière des autobus articulés seulement[10].
- Pour les services de transport adapté, le passager doit présenter sa carte Opus avec photo au moment de monter à bord[11].

## Sociétés participantes
Autorité régionale de transport métropolitain
| Société de transport                                      | Entrée en vigueur | Méthode de validation                     |
| --------------------------------------------------------- | ----------------- | ----------------------------------------- |
| Exo                                                       | Automne 2008      | Valideuse ACS E                           |
| Société de transport de Montréal                          | Automne 2008      | GFI Genfare Odyssey                       |
| Société de transport de Laval                             | Automne 2008      | GFI Genfare Odyssey                       |
| Réseau de transport de Longueuil                          | Automne 2008      | Lecteur Proxibus VPE 415                  |
| Réseau de transport de la Capitale                        | Automne 2008      | Lecteur Proxibus VPE 415                  |
| Exo Sorel-Varennes                                        | Février 2009      | Lecteur Proxibus VPE 415                  |
| Exo Laurentides                                           | Mars 2009         | GFI Genfare Odyssey                       |
| Exo Chambly-Richelieu-Carignan                            | Avril 2009        | Lecteur Proxibus VPE 415                  |
| Exo Le Richelain                                          | Avril 2009        | Lecteur Proxibus VPE 415                  |
| Exo Roussillon                                            | Avril 2009        | Lecteur Proxibus VPE 415                  |
| Exo Sainte-Julie                                          | Avril 2009        | Lecteur Proxibus VPE 415                  |
| Exo La Presqu'Île                                         | Mai 2009          | Lecteur Proxibus VPE 415                  |
| Exo Vallée du Richelieu                                   | Automne 2009      | Boîtier de perception électronique ITSMAX |
| CRT Lanaudière                                            | Automne 2009      | Boîtier de perception électronique ITSMAX |
| Exo Sud-Ouest                                             | Automne 2009      | Boîtier de perception électronique ITSMAX |
| Exo Haut-Saint-Laurent                                    | Automne 2009      |                                           |
| Exo L'Assomption                                          | Avril 2010        | Boîtier de perception électronique ITSMAX |
| Société de transport de Lévis                             | Septembre 2011    | Lecteur Proxibus VPE 415                  |
| Société des traversiers du Québec (traverse Québec-Lévis) | n/d               | Lecteur Proxibus VPE 415                  |